# Megleno-Roemeens
Het Megleno-Roemeens is een taal op het Balkanschiereiland die, samen met het Aroemeens, Istro-Roemeens en het Roemeens, behoort tot de Balkanromaanse talen. De taal wordt gesproken in dorpen in de streek Meglen (Grieks: Moglen) in Griekenland en enkele aangrenzende dorpen in Noord-Macedonië en daarnaast door emigranten in Roemenië en mogelijk in Turkije. Omdat de taal sterk op het Roemeens lijkt, beschouwen velen, in het bijzonder in Roemenië, de taal als een Roemeens dialect. Het Megleno-Roemeens telt aanzienlijk minder sprekers dan het bekendere Aroemeens, dat in dezelfde streek (maar ook elders op de Balkan) wordt gesproken. Het aantal sprekers is, afgezien van de Megleno-Roemeense diaspora, niet veel hoger dan 5000 en het voortbestaan van de taal is dan ook ongewis.
Evenals de Aroemenen behoren de Meglenieten of Megleno-Roemenen tot de Vlachen, volken op de Balkan die hun taal op enig moment voor de plaatselijke variant van het Latijn hebben ingeruild. Wat de Meglenieten betreft gaan Roemeense onderzoekers ervan uit dat zij een afsplitsing vormen van Roemeenstaligen uit Walachije en dat zij vanuit het noorden naar hun huidige woongebieden zijn getrokken. Er bestaan ook concurrerende theorieën: zo worden de Meglenieten ook wel als gelatiniseerde Petsjenegen beschouwd, een volk dat oorspronkelijk een Turkse taal sprak.
De eerste onderzoeker die het Megleno-Roemeens nadrukkelijk van het Aroemeens onderscheidde was de Oostenrijkse diplomaat Johann Georg von Hahn, die de Meglen in 1867 bereisde en vaststelde dat het Megleno-Roemeens meer op het Daco-Roemeens (de taal van Roemenië) lijkt dan het Aroemeens. De Duitser Gustav Weigand publiceerde in 1892 de eerste verzameling Megleno-Roemeense teksten. Theodor Capidan liet in 1925 een driedelige studie naar de Megleno-Roemenen het licht zien, waarvan het derde een woordenboek is.
In dat jaar was de bevolkingssamenstelling in de Meglen inmiddels grondig gewijzigd. De inwoners van Notia moesten Griekenland in 1923 ten gevolge van Verdrag van Lausanne verlaten: deze geïslamiseerde Vlachen kwamen in Turkije terecht. In 1925 trok een belangrijk deel van de sprekers van het Megleno-Roemeens naar de Dobroedzja, waar zich in het plaatsje Cerna (district Tulcea) een gemeenschap heeft kunnen handhaven. In sommige Macedonische en Griekse dorpen is de taal inmiddels uitgestorven.
De sprekers van het Megleno-Roemeens betitelen zichzelf als Vlaş (enkelvoud: Vla). Zij vormen daarmee een uitzondering in de Vlachse wereld, omdat het woord Vlach elders alleen door buitenstaanders wordt gebruikt en de sprekers zichzelf niet zo noemen.